# Грошовий обіг
Грошови́й о́біг — це рух грошей у готівковій і безготівковій формах, який обслуговує реалізацію товарів і нетоварні платежі в господарстві.
Закон грошового обігу передбачає, що протягом певного періоду в обігу має бути певна об'єктивно зумовлена грошова маса, також він з'ясовує внутрішні зв'язки між кількістю грошей в обігу і масою товарів, рівнем цін і швидкістю обороту грошей.
Грошовий обіг здійснюється у рамках грошової системи кожної країни; неперервний рух грошей у сфері обігу та їх функціонування як засобу платежу й обігу. За його допомогою здійснюється розширене відтворення. Поряд з кредитом та фінансами він виступає складовою частиною єдиного грошового обороту і водночас становить самостійне економічне явище, що має свою особливу специфіку й механізм впливу на економіку. Опосередковуючи рух реальних товарів і послуг у процесі суспільного відтворення, грошовий обіг вимагає лише строго визначеної маси грошей.